# Mattias Bjärsmyr
Nils Erik Mattias Bjärsmyr (Hestra, Gislaved, 3 de enero de 1986), más conocido como Mattias Bjärsmyr, es un futbolista de Suecia que juega de defensa en el Kungsbacka City.

## Selección nacional
Fue internacional con la selección de Suecia en tres ocasiones.

## Clubes
| Club                  | País    | Año       |
| --------------------- | ------- | --------- |
| Husqvarna FF          | Suecia  | 2002-2004 |
| IFK Göteborg          | Suecia  | 2005-2009 |
| Panathinaikos         | Grecia  | 2009-2012 |
| Rosenborg BK (cedido) | Noruega | 2010-2011 |
| IFK Göteborg          | Suecia  | 2012-2017 |
| Sivasspor             | Turquía | 2017-2019 |
| Gençlerbirliği S. K.  | Turquía | 2019-2020 |
| IFK Göteborg          | Suecia  | 2020-2022 |
| Kungsbacka City       | Suecia  | 2023-     |

## Palmarés

### Títulos nacionales
| Título              | Club          | País    | Año  |
| ------------------- | ------------- | ------- | ---- |
| Allsvenskan         | IFK Göteborg  | Suecia  | 2007 |
| Supercopa de Suecia | IFK Göteborg  | Suecia  | 2008 |
| Copa de Suecia      | IFK Göteborg  | Suecia  | 2008 |
| Superliga de Grecia | Panathinaikos | Grecia  | 2010 |
| Copa de Grecia      | Panathinaikos | Grecia  | 2010 |
| Tippeligaen         | Rosenborg BK  | Noruega | 2010 |
| Copa de Suecia      | IFK Göteborg  | Suecia  | 2013 |
| Copa de Suecia      | IFK Göteborg  | Suecia  | 2015 |
| Copa de Suecia      | IFK Göteborg  | Suecia  | 2020 |